# Gąsków
Gąsków [pronunciación en polaco: /ˈɡɔ̃skuf/] (alemán: Ganzkow) es un pueblo en el distrito administrativo de Gmina Rąbino, dentro del Distrito de Świdwin, Voivodato de Pomerania Occidental, en el noroeste de Polonia. Se encuentra a unos 4 kilómetros norte de Rąbino, 17 kilómetros al noreste de Świdwin, y 104 kilómetros al noreste de la capital regional, Szczecin.